# مانويل نارفيز
مانويل نارفيز مواليد 25 ديسمبر 1981 في بايامون، هو لاعب كرة سلة بورتوريكي. بدأ مسيرته الاحترافية في سنة 2000. يلعب في دوري بورتوريكو لكرة السلة. حقق المركز الأول في دورة الألعاب الأمريكية 2011.

## الميداليات
| الميدالية | المسابقة                    |
| --------- | --------------------------- |
| فضية      | دورة الألعاب الأمريكية 2007 |
| ذهبية     | دورة الألعاب الأمريكية 2011 |

## روابط خارجية
- مانويل نارفيز على موقع الاتحاد الدولي لكرة السلة (الإنجليزية)
- مانويل نارفيز على موقع كرة السلة الأوروبية.كوم (الإنجليزية)
- مانويل نارفيز على موقع ريلجم (الإنجليزية)
- مانويل نارفيز على موقع بروبوليرز (الإنجليزية)
- مانويل نارفيز على موقع سبورتس رفرنس (الإنجليزية)